# 13333 Carsenty
13333 Carsenty este un asteroid din centura principală de asteroizi.

## Descriere
13333 Carsenty este un asteroid din centura principală de asteroizi. A fost descoperit pe 17 septembrie 1998 la Stația Anderson Mesa în cadrul programului LONEOS. Asteroidul prezintă o orbită caracterizată de o semiaxă mare de 2,43 ua, o excentricitate de 0,08 și o înclinație de 6,6° în raport cu ecliptica.